# Maria Beatrice Benvenuti
Maria Beatrice Benvenuti (Roma, 9 giugno 1993) è un arbitro di rugby a 15 italiana.

## Biografia
Romana di Trastevere, figlia di un dirigente del CUS Roma Rugby e a sua volta sorella di rugbisti, si iscrisse ai corsi federali d'arbitraggio a 16 anni nel 2009, iniziando a dirigere a livello giovanile due mesi più tardi.
Fu designata alla direzione di incontri maschili del campionato di serie B e quelli femminili di serie A, venendo scelta per la finale del titolo femminile 2013-14.
In quella stessa stagione, promossa internazionale, diresse la finale del Grand Prix femminile Fira Seven a Mosca tra le nazionali a sette di Russia e Inghilterra; a seguire diresse il suo primo test match, a Londra, tra Inghilterra e Sudafrica.
Fu, infine, designata come assistente di linea alla Coppa del mondo femminile 2014.
Il 21 gennaio 2016 giunse inoltre il debutto nel campionato di serie A maschile con la direzione dell'incontro Valpolicella-CUS Torino.
Nell'aprile dello stesso anno fu designata da World Rugby nel panel arbitrale del torneo femminile di rugby a 7 ai Giochi olimpici di Rio de Janeiro.
L'11 dicembre 2016, sul campo del Valsugana a Padova, Benvenuti fu aggredita dall'italo-argentino Bruno Andrés Doglioli del Vicenza, squadra lì impegnata in una partita di campionato.
Doglioli placcò alle spalle Benvenuti provocandone la caduta al suolo; l'arbitro riprese la partita, ma le riprese televisive documentarono la volontarietà dell'aggressione e a Doglioli furono inflitti tre anni di squalifica poi divenuti radiazione su ricorso FIR in corte d'appello federale.
Il 16 marzo 2018 debuttò nel Sei Nazioni femminile a Colwyn Bay come direttore dell'incontro della quinta giornata Galles— Francia.
Nel luglio successivo fu altresì l'unica rappresentante della F.I.R. al torneo femminile della Coppa del Mondo a 7 a San Francisco (Stati Uniti).
Vanta anche una collaborazione con la rete televisiva DMAX come commentatrice tecnica durante il Sei Nazioni a partire dall'edizione 2015.